# نامه‌ها
نامه‌ها فیلمی به کارگردانی  و نویسندگی سامان استرکی ساختهٔ سال ۱۳۸۲ است.

## بازیگران
- دومان اشرفی
- بهاره پارسا

## اکران
این فیلم در خردادماه ۱۳۹۶ پس از گذشت پانزده سال از ساخت فیلم، با تغییر نام از "نامه ها" به "یک ایستگاه جلوتر" در گروه هنر و تجربه اکران شد.